# Anthophora crysocnemis
Anthophora crysocnemis är en biart som beskrevs av Morawitz 1878. Anthophora crysocnemis ingår i släktet pälsbin, och familjen långtungebin. Inga underarter finns listade i Catalogue of Life.